# The Lotus Eaters
The Lotus Eaters est un groupe anglais de new wave originaire de Liverpool, formé en 1982.

## Histoire
The Lotus Eaters est fondé en 1982 par le chanteur Peter Coyle et le guitariste Jerry Kelly (dont son groupe The Wild Swans venait juste de se séparer). Après une invitation à enregistrer une session avec John Peel, le groupe est rejoint aux claviers par Ged Quinn (ancien membre de The Wild Swans et The Teardrop Explodes), à la batterie par Alan Wills et à la basse par Phil Lucking. Cette session leur permet de signer chez le label Arista.
La composition change par la suite : Michael Dempsey (ex-The Cure) les rejoint à la basse, Stephen Emmer aux claviers et Steve Crease à la batterie.
Le groupe sort son premier single, « The First Picture of You », en 1983. Le groupe défendra cette chanson dans l'émission Tops of The pop. Leur premier album, No Sense of Sin, sort l'année suivante.
Après une tournée intensive en Europe, le groupe se sépare en 1985, juste après la sortie de leur single « It Hurts ».
Le groupe s'est reformé en 2001 en tant que duo (Peter Coyle et Jerry Kelly) et a publié l'album Silentspace, au son proche de certains titres de leur premier album. Stephen Emmer les rejoint de nouveau quelques années plus tard. L'album acoustique Differance sort en 2010.
Peter Coyle parle régulièrement de la sortie d'un nouvel album des Lotus Eaters.